# Copa d'Àfrica de Nacions 2010
La XXVII Copa d'Àfrica de Nacions es va disputar a Angola entre el 10 de gener i el 31 de gener de 2010.
En aquest torneig van participar 16 equips que es classificaren com a part del procés de classificació per a la Copa del Món de Futbol de 2010.

## Selecció d'amfitrió
Un total de 8 candidatures foren presentades per organitzar la Copa d'Àfrica de Nacions 2010. El 4 de setembre de 2006, la CAF assignà les tres següents edicions a Angola, Guinea Equatorial/Gabon i Líbia, respectivament. Nigèria fou declarada reserva, per si algun país fallava. Posteriorment l'edició del 2014 passà al 2013, començant la competició en anys senars.
| Resultats                 | Resultats          |
| Nació                     | Veredicte          |
| ------------------------- | ------------------ |
| Angola                    | Escollida CAN 2010 |
| Gabon / Guinea Equatorial | Escollida CAN 2012 |
| Líbia                     | Escollida CAN 2014 |
| Nigèria                   | Escollida reserva  |
| Moçambic                  | Desestimada        |
| Namíbia                   | Desestimada        |
| Senegal                   | Desestimada        |
| Zimbàbue                  | Desestimada        |

## Equips classificats

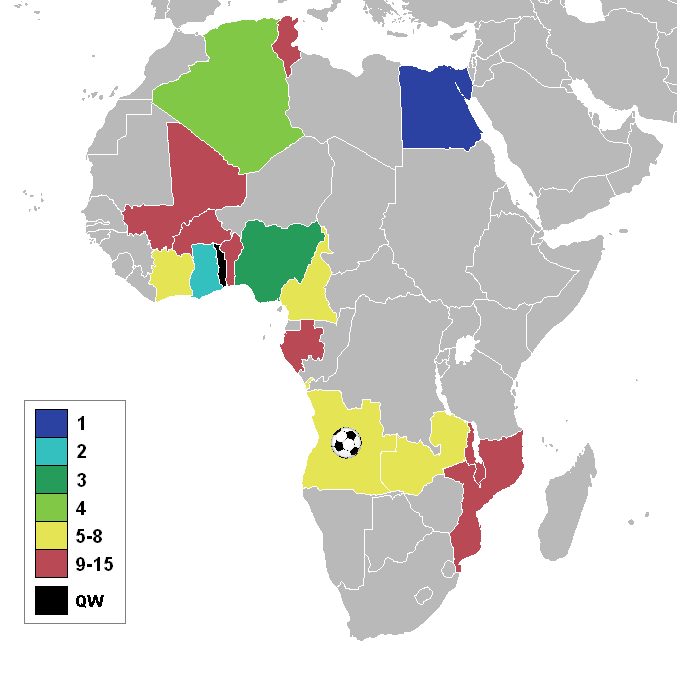
Nacions classificades.

La fase de classificació per al Mundial de 2010 també va servir com a classificació de la Copa d'Àfrica.
S'hi van classificar aquestes 16 seleccions:
- Algèria
- Angola (seu)
- Benín
- Burkina Faso
- Camerun
- Egipte (vigent campió)
- Gabon
- Ghana
- Costa d'Ivori
- Malawi
- Mali
- Moçambic
- Nigèria
- Togo (abandonament)
- Tunísia
- Zàmbia

## Seus
| Luanda                   | LuandaCabindaBenguelaLubango | Cabinda                      |
| ------------------------ | ---------------------------- | ---------------------------- |
| Estadi 11 de Novembro    | LuandaCabindaBenguelaLubango | Estadi Nacional de Chiazi    |
|                          | LuandaCabindaBenguelaLubango |                              |
| Capacitat: 50.000        | LuandaCabindaBenguelaLubango | Capacitat: 20.000            |
| Benguela                 | LuandaCabindaBenguelaLubango | Lubango                      |
| Estadi Nacional d'Ombaka | LuandaCabindaBenguelaLubango | Estadi Nacional de Tundavala |
|                          | LuandaCabindaBenguelaLubango |                              |
| Capacitat: 35.000        | LuandaCabindaBenguelaLubango | Capacitat: 20.000            |

## Atac a la selecció de Togo

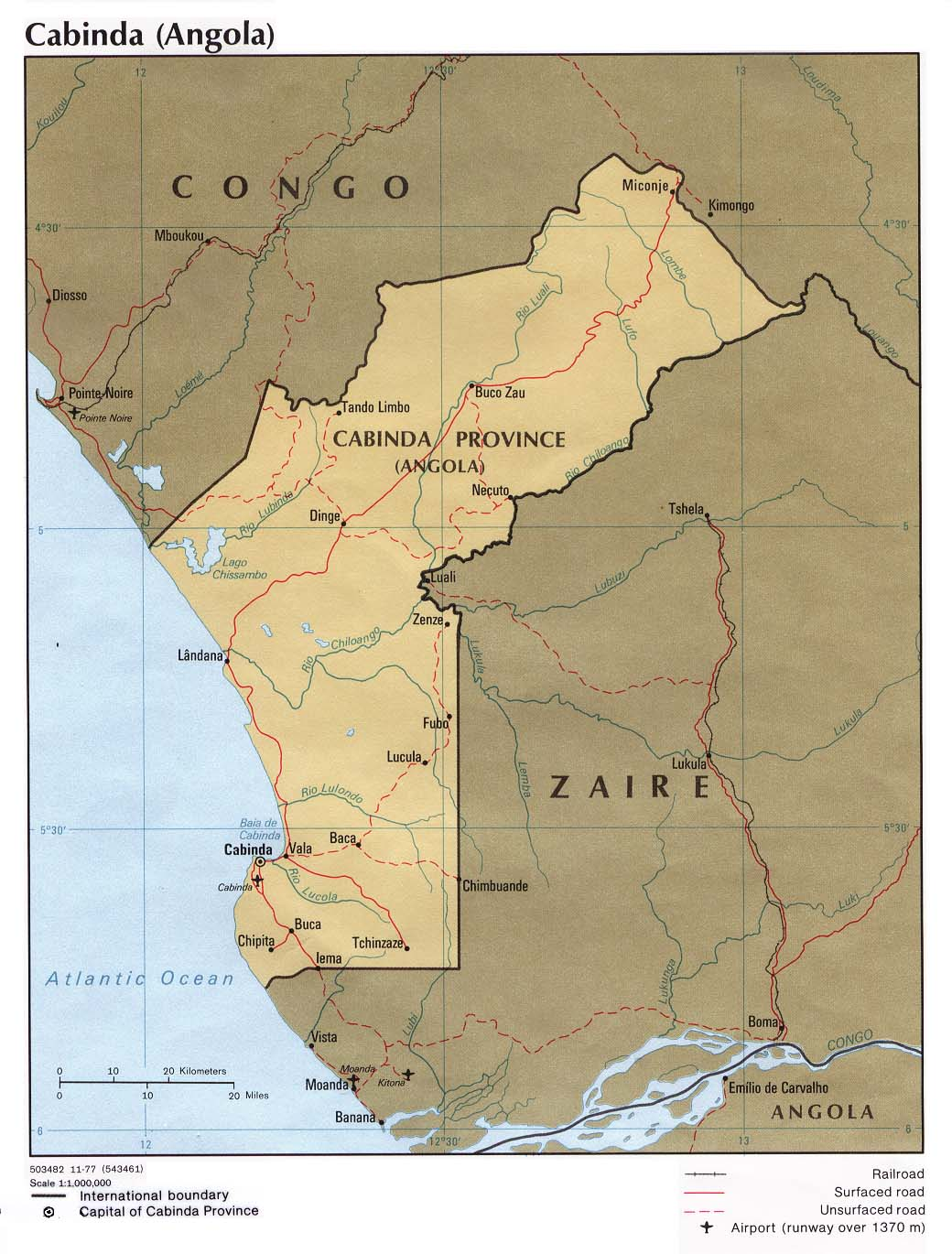
Situació de la regió de Cabinda.

Cap a les 15:00 del 8 de gener l'autobús en el qual viatjava la delegació de Togo va ser tirotejat quan es trobava a la regió fronterera de Cabinda, entre la República del Congo i la República Democràtica del Congo, que pertany políticament a Angola. En l'atemptat van morir tres persones (el conductor de l'autobús Mário Adjoua, el segon entrenador Amelete Abalo i el cap de premsa de la selecció Stan Ocloo) i van resultar ferits diversos jugadors.
Hores després de l'atemptat, la banda independentista Frente para a Libertação do Enclave de Cabinda, va reivindicar l'atemptat.
Per aquest motiu la selecció togolesa va decidir retirar-se de la competició. La selecció de Ghana va plantejar-se també la seva retirada, ja que disputava alguns partits de la fase prèvia a la regió de Cabinda, però finalment va decidir participar.
Dies més tard, els rebels van emetre un comunicat on deien que l'objectiu de l'atac no eren els jugadors de Togo sinó el comboi de seguretat angolenya que l'acompanyava.

## Primera fase

### Grup A
Error de Lua a Mòdul:Sports_table/sub a la línia 10: attempt to concatenate local 'text' (a nil value).
| Angola                                                    | 4 – 4   | Mali                                           |
| --------------------------------------------------------- | ------- | ---------------------------------------------- |
| Flávio 36' 42' · Gilberto 67' (pen.) · Manucho 74' (pen.) | Crònica | Keita 79' 90+3' · Kanouté 88' · Yatabaré 90+4' |

| Malawi                                    | 3 – 0   | Algèria |
| ----------------------------------------- | ------- | ------- |
| Mwafulirwa 17' · Kafoteka 35' · Banda 48' | Crònica |         |

| Mali | 0 - 1 | Algèria      |
| ---- | ----- | ------------ |
|      |       | Halliche 43' |

| Angola                   | 2 - 0 | Malawi |
| ------------------------ | ----- | ------ |
| Flávio 49' · Manucho 55' |       |        |

| Angola | 0 - 0 | Algèria |
| ------ | ----- | ------- |
|        |       |         |

| Mali                                 | 3 - 1 | Malawi         |
| ------------------------------------ | ----- | -------------- |
| Kanouté 1' · Keita 3' · Bagayoko 85' |       | Mwafulirwa 58' |

### Grup B
Error de Lua a Mòdul:Sports_table/sub a la línia 10: attempt to concatenate local 'text' (a nil value).
| Costa d'Ivori | 0 – 0 | Burkina Faso |
| ------------- | ----- | ------------ |
|               |       |              |

| Ghana | Cancel·lat | Togo |
| ----- | ---------- | ---- |
|       |            |      |

 Estadi Nacional de Chiazi, Cabinda
| Burkina Faso | Cancel·lat | Togo |
| ------------ | ---------- | ---- |
|              |            |      |

 Estadi Nacional de Chiazi, Cabinda
| Costa d'Ivori                                     | 3 – 1 | Ghana    |
| ------------------------------------------------- | ----- | -------- |
| Gervinho 23' · Eboué 56' · Tiéné 67' · Drogba 90' |       | Gyan 90' |

| Burkina Faso | 0 - 1 | Ghana       |
| ------------ | ----- | ----------- |
| Tall 66'     |       | A. Ayew 30' |

| Costa d'Ivori | Cancel·lat | Togo |
| ------------- | ---------- | ---- |
|               |            |      |

 Estadi Nacional de Chiazi, Cabinda

### Grup C
Error de Lua a Mòdul:Sports_table/sub a la línia 10: attempt to concatenate local 'text' (a nil value).
| Egipte                              | 3 – 1   | Nigèria   |
| ----------------------------------- | ------- | --------- |
| Moteab 34' · Hassan 54' · Geddo 87' | Crònica | Obasi 12' |

| Moçambic            | 2 – 2 | Benín                                   |
| ------------------- | ----- | --------------------------------------- |
| Miro 30' · Fumo 54' |       | Omotoyossi 15' (pen.) · Khan 20' (p.p.) |

| Nigèria           | 1 - 0 | Benín |
| ----------------- | ----- | ----- |
| Yakubu 42' (pen.) |       |       |

| Egipte                      | 2 - 0 | Moçambic |
| --------------------------- | ----- | -------- |
| Khan 47' (p.p.) · Geddo 81' |       |          |

| Benín                        | 2 - 0 | Egipte |
| ---------------------------- | ----- | ------ |
| Al-Muhammadi 7' · Moteab 23' |       |        |

| Nigèria                          | 3 - 0 | Moçambic |
| -------------------------------- | ----- | -------- |
| Odemwingie 45' 47' · Martins 86' |       |          |

### Grup D
Error de Lua a Mòdul:Sports_table/sub a la línia 10: attempt to concatenate local 'text' (a nil value).
| Camerun | 0 – 1 | Gabon             |
| ------- | ----- | ----------------- |
|         |       | Daniel Cousin 17' |

| Zàmbia            | 1 – 1 | Tunísia              |
| ----------------- | ----- | -------------------- |
| Jacob Mulenga 19' |       | Zouheir Dhaouadi 40' |

| Gabon | 0 - 0 | Tunísia |
| ----- | ----- | ------- |
|       |       |         |

| Camerun                                                        | 3 - 2 | Zàmbia                                      |
| -------------------------------------------------------------- | ----- | ------------------------------------------- |
| Geremi Njitap 68' · Samuel Eto'o 72' · Mohammadou Idrissou 86' |       | Jacob Mulenga 8' · Felix Katongo 81' (pen.) |

| Gabon               | 1 - 2 | Zàmbia                    |
| ------------------- | ----- | ------------------------- |
| F. Do Marcolino 83' |       | Kalaba 28' · Chamanga 62' |

| Camerun                 | 2 - 2 | Tunísia                          |
| ----------------------- | ----- | -------------------------------- |
| Eto'o 47' · N'Guémo 64' |       | Chermiti 1' · Chedjou 63' (p.p.) |

## Segona fase
|  | Quarts de final        | Quarts de final        |                      |         | Semifinals  | Semifinals  |  |  | Final                  | Final |
|  |                        |                        |                      |         |             |             |  |  |                        |       |
|  | 24 de gener - Luanda   |                        |                      |         |             |             |  |  |                        |       |
|  |                        |                        |                      |         |             |             |  |  |                        |       |
|  | Angola                 | 0                      |                      |         |             |             |  |  |                        |       |
|  | Angola                 | 0                      | 28 de gener - Luanda |         |             |             |  |  |                        |       |
|  | Ghana                  | 1                      |                      |         |             |             |  |  |                        |       |
|  | Ghana                  | 1                      | Ghana                | 1       |             |             |  |  |                        |       |
|  | 25 de gener - Lubango  |                        | Ghana                | 1       |             |             |  |  |                        |       |
|  |                        | Nigèria                | 0                    |         |             |             |  |  |                        |       |
|  | Zàmbia                 | Nigèria                | 0                    | 0 (4)   |             |             |  |  |                        |       |
|  | Zàmbia                 |                        | 31 de gener - Luanda | 0 (4)   |             |             |  |  |                        |       |
|  | Nigèria                | 0 (5)                  |                      |         |             |             |  |  |                        |       |
|  | Nigèria                | 0 (5)                  | Ghana                | 0       |             |             |  |  |                        |       |
|  | 24 de gener - Cabinda  |                        | Ghana                | 0       |             |             |  |  |                        |       |
|  |                        | Egipte                 | 1                    |         |             |             |  |  |                        |       |
|  | Costa d'Ivori          | Egipte                 | 1                    | 2       |             |             |  |  |                        |       |
|  | Costa d'Ivori          | 28 de gener - Benguela |                      | 2       |             |             |  |  |                        |       |
|  | Algèria                | 3                      |                      |         |             |             |  |  |                        |       |
|  | Algèria                | 3                      | Algèria              | 0       | Tercer lloc | Tercer lloc |  |  |                        |       |
|  | 25 de gener - Benguela |                        | Algèria              | 0       | Tercer lloc | Tercer lloc |  |  |                        |       |
|  |                        | Egipte                 | 4                    |         |             |             |  |  |                        |       |
|  | Egipte                 | Egipte                 | 4                    | 3       | Nigèria     | 1           |  |  |                        |       |
|  | Egipte                 |                        |                      | 3       | Nigèria     | 1           |  |  |                        |       |
|  | Camerun                | 1                      |                      | Algèria | 0           |             |  |  |                        |       |
|  | Camerun                | 1                      |                      |         | 0           |             |  |  |                        |       |
|  |                        |                        |                      |         |             |             |  |  | 30 de gener - Benguela |       |
|  |                        |                        |                      |         |             |             |  |  |                        |       |

### Quarts de final
| Angola | 0 - 1 | Ghana    |
| ------ | ----- | -------- |
|        |       | Gyan 16' |

| Costa d'Ivori        | 2 - 3 (pr.) | Algèria                                     |
| -------------------- | ----------- | ------------------------------------------- |
| Kalou 4' · Keïta 89' |             | Matmour 40' · Bougherra 90+1' · Bouazza 92' |

| Egipte                     | 3 - 1 (pr.) | Camerun   |
| -------------------------- | ----------- | --------- |
| Hassan 37' 95' · Geddo 92' |             | Emana 26' |

| Zàmbia                                                 | 0 - 0 (pr.) | Nigèria                                         |
| ------------------------------------------------------ | ----------- | ----------------------------------------------- |
|                                                        |             |                                                 |
| Tanda de penals                                        |             |                                                 |
| Chivuta · Katongo · Mayuka · Nyrienda aturat' · Mweene | 4 - 5       | Mikel · Martins · Obinna · Odemwingie · Enyeama |

#### Semifinals
| Ghana    | 1 - 0 | Nigèria |
| -------- | ----- | ------- |
| Gyan 21' |       |         |

| Algèria | 0 - 4 | Egipte                                                          |
| ------- | ----- | --------------------------------------------------------------- |
|         |       | Abd Rabo 39' (pen.) · Zidan 65' · Abdel-Shafy 81' · Geddo 90+3' |

#### 3r i 4t lloc
| Nigèria    | 1 - 0 | Algèria |
| ---------- | ----- | ------- |
| Obinna 56' |       |         |

#### Final
| Ghana | 0 - 1 | Egipte    |
| ----- | ----- | --------- |
|       |       | Geddo 85' |

## Campió
| Campió de la Copa d'Àfrica de Nacions 2010 | Campió de la Copa d'Àfrica de Nacions 2010 | Campió de la Copa d'Àfrica de Nacions 2010 |
| ------------------------------------------ | ------------------------------------------ | ------------------------------------------ |
| · Egipte · 7è títol                        |                                            |                                            |
| 2n lloc                                    | 3r lloc                                    | 4t lloc                                    |
| Ghana                                      | Nigèria                                    | Algèria                                    |

## Guardons individuals
| Millor jugador - Ahmed Hassan | Millor porter - Essam El-Hadary | Màxim golejador - Geddo |

## Golejadors
5 gols
- Geddo

3 gols
- Flávio
- Ahmed Hassan
- Asamoah Gyan
- Seydou Keita

2 gols
- Manucho
- Samuel Eto'o
- Emad Moteab
- Russel Mwafulirwa
- Frédéric Kanouté
- Peter Odemwingie
- Jacob Mulenga

1 gol
- Hameur Bouazza
- Madjid Bougherra
- Rafik Halliche
- Karim Matmour
- Gilberto
- Razak Omotoyossi
- Achille Emana
- Geremi
- Mohammadou Idrissou
- Landry N'Guémo
- Didier Drogba
- Gervinho
- Salomon Kalou
- Kader Keïta
- Siaka Tiéné
- Mohamed Abdel-Shafy
- Hosny Abd Rabo
- Ahmed Al-Muhammadi
- Mohamed Zidan
- Daniel Cousin
- Fabrice Do Marcolino
- André Ayew
- Davi Banda
- Elvis Kafoteka
- Mamadou Bagayoko
- Mustapha Yatabaré
- Fumo
- Miro
- Obafemi Martins
- Chinedu Obasi
- Victor Obinna
- Yakubu
- Amine Chermiti
- Zouheir Dhaouadi
- James Chamanga
- Rainford Kalaba
- Christopher Katongo

Gols en pròpia porta
2 gols
- Dario Khan (contra  Benín i  Egipte)

1 gol
- Aurélien Chedjou (contra  Tunísia)

### Gols de cada selecció
| 15 gols - Egipte 7 gols - Mali 6 gols - Angola - Camerun - Nigèria | 5 gols - Costa d'Ivori - Zàmbia 4 gols - Algèria - Ghana - Malawi | 3 gols - Tunísia 2 gols - Benín - Gabon - Moçambic 0 gols - Burkina Faso |

## Dades
- Total de gols marcats: 71
- Gols per partit: 2,45
- Màxim golejador:  Geddo (5 gols)
- Equip més golejador: 15 –  Egipte
- Equip més golejador de la primera ronda: 7 –  Egipte i  Mali
- Equip menys golejador: 0 –  Burkina Faso
- Equip més golejat: 10 –  Algèria
- Equip més golejat de la primera ronda: 7 –  Moçambic
- Equip menys golejat en la primera ronda: 1 –  Egipte,  Burkina Faso i  Costa d'Ivori
- Equip menys golejat: 2 –  Egipte
- Gol més matiner: 36è segon, Kanouté amb  Mali (contra  Malawi)
- Gol més tardà: 104è minut, Ahmed Hassan amb  Egipte (contra  Camerun)
- Partit amb més gols: 8 –  Angola 4 – 4  Mali
- Partit amb menys gols: 0 –  Costa d'Ivori vs.  Burkina Faso,  Angola vs.  Algèria, i  Gabon vs.  Tunísia
- Més gols marcats per un equip perdedor: 2 –  Zàmbia (contra  Camerun) i  Costa d'Ivori (contra  Algèria)
- Més gols marcats en un empat: 8 –  Angola 4 – 4  Mali
- Més gols marcats per un equip guanyador: 4 –  Egipte (4 – 0 vs.  Algèria)